# Motsi Mabuse
Motsi Mabuse hay Motshegetsi Mabuse (sinh ngày 11 tháng 4 năm 1981) là một vũ công người Nam Phi đã xuất hiện trong chương trình truyền hình Let Dance của Đức. Ban đầu cô xuất hiện như một vũ công nhưng trở thành giám khảo của chương trình.

## Cuộc sống
Mabuse được sinh ra ở Mankwe vào năm 1981 tại Cộng hòa danh nghĩa của Bophutatswana. Nơi sinh của cô trở thành một phần của Nam Phi và gia đình cô chuyển đến Pretoria khi cô lên năm. Khi còn ở Pretoria, chị gái Oti (Otile) Mabuse được sinh ra và cả hai đều thích nhảy múa.
Mabuse được kỳ vọng sẽ trở thành một luật sư và gia nhập công ty luật gia đình nhưng cô ham thích nhảy múa khi học tại Đại học Pretoria. Giáo dục của cô chuyển sang lĩnh vực khiêu vũ và năm 1998, cô là người về nhì trong giải vô địch quốc gia. Năm sau, cô tìm thấy người bạn nhảy và người bạn tình lãng mạn của mình, Timo Kulczak tại giải vô địch mở rộng của Anh ở Blackpool. Họ kết hôn năm 2003 và họ đã tham gia các cuộc thi khiêu vũ quốc tế từ nhà của họ ở Đức.
Trong sê-ri thứ tư của Let Dance Mabuse đảm nhận vai trò giám khảo  thay thế Isabel Edvardsson.
Năm 2013, cô đã giành chiến thắng trong cuộc thi khiêu vũ Latin của Đức với vũ công người Ukraine Evgenij Voznyuk. Năm sau, cuộc hôn nhân của cô với Kulczak kết thúc  và cô đã xuất bản một cuốn sách về cuộc sống của mình ở Đức. Năm 2015 cô đã chuyển đến ở với Voznyuk. Cô đã đổi tên thành Motsi Mabuse-Voznyuk trong một buổi lễ thủ tục hôn nhân nhỏ trước khi tổ chức tiệc mừng với nhiều khách hơn ở Mallorca năm 2017.